# Schwestern Unserer Lieben Frau von Sion
Die katholische Ordensgemeinschaft Notre Dame de Sion (kurz „Sionsschwestern“; lateinisch Congregatio Nostrae Dominae de Sion; Ordenskürzel NDS) wurde 1843 durch den vom Judentum zum Katholizismus konvertierten Théodore Ratisbonne gegründet. Sie hat einen apostolischen und einen kontemplativen Schwesternzweig, wie auch einen männlichen, nämlich die Brüder Unserer Lieben Frau von Sion. Sein ursprüngliches und primäres Engagement ist die christlich-jüdische Verständigung. Heute ist die Gemeinschaft in 24 Ländern der Erde vertreten, so auch in Deutschland (Halle/Saale) und Österreich (Wien).

## Ordensstifter
Der Gründer Theodore Ratisbonne wurde 1802 in Straßburg in eine jüdische Familie geboren. Nach eigenen Angaben spielte die ersten Jahre seines Lebens Religion keine bedeutende Rolle für ihn. Erst als er sich während des Studiums der Philosophie mehr und mehr mit dem biblischen Gott auseinandersetzen musste, beschloss er sich taufen zu lassen. Er wurde im Alter von 24 Jahren von Louise Humann getauft. Später empfing er die Priesterweihe.

## Ordensgründung
Nachdem sein Bruder Alphonse Ratisbonne, der eine Marienerscheinung hatte, auch zum christlichen Glauben übergetreten war, gründete er 1843 die Schwesternkongregation „Unsere Frau von Sion“. Patronin der Kongregation ist Unsere Liebe Frau in Jerusalem. 1852 folgte die Gründung der Brüder Unserer Lieben Frau von Sion.
Sion (bzw. Zion) ist der Name des biblischen Jerusalem. Laut Theodore Ratisbonne ist es auch der Familienname Marias.

## Engagement
Das Apostolische Leben ist von einem dreifachen Engagement bestimmt:
- für die Kirche
- für das jüdische Volk
- für eine Welt der Gerechtigkeit
- des Friedens
- der Liebe.

Die Aufgabenbereiche sind:
- Bibel und Theologie
- Begegnungen zwischen Christen und Juden
- Ökumene und interreligiöses Gespräch
- Europäische Zusammenarbeit
- Katechese und Pastoral
- Erziehung und Bildung
- Soziale und medizinische Dienste
- Begegnungsstätten
- Massenmedien

Die Gemeinschaften des kontemplativen Zweiges (Notre Dame de Sion – La Solitude) stehen durch Lobpreis und Fürbitte im Dienst derselben Sendung.

## Verbreitung
Der Orden hat Niederlassungen in allen fünf Kontinenten:
- Europa: Belgien, Deutschland, Frankreich, Großbritannien, Irland, Österreich, Polen, Rumänien, Spanien, Türkei
- Amerika: Argentinien, Brasilien, Costa Rica, El Salvador, Kanada, Nicaragua, USA
- Afrika / Naher Osten: Ägypten, Tunesien, Israel, Palästina
- Australien: Melbourne, Sale (Victoria)
- Asien: Philippinen